# Partido Australiano de Entusiastas del Automovilismo
El Partido Australiano de Entusiastas del Automovilismo (PAEA) (en inglés, Australian Motoring Enthusiast Party, abreviado AMEP) fue un partido político en Australia de 2013 a 2017. Ricky Muir ocupó un escaño para el partido en el Senado australiano de 2013 a 2016. La parte se anuló voluntariamente de la AEC el 8 de febrero de 2017.

## Historia
El Partido Australiano de Entusiastas del Automovilismo (PAEA) (inglés AMEP) se formó el 11 de mayo de 2013 en Queensland en una reunión pública de entusiastas del automovilismo. La formación del partido siguió a las medidas de los gobiernos estatales, particularmente en Queensland, para endurecer la legislación contra el acaparamiento y el embargo de vehículos.
La Comisión Electoral Australiana registró el partido el 9 de julio de 2013.

## Formación y estructura
La estructura del AMEP incluía consejos estatales y un ejecutivo central. El Consejo de Estado de Queensland y el Ejecutivo Central se formaron cuando se estableció el partido el 11 de mayo de 2013. En ese momento, el Ejecutivo Central estaba compuesto por los portadores de la oficina del Consejo de Estado de Queensland. 
La primera reunión general anual del AMEP se celebró el 11 de julio de 2013. Los portadores de la oficina del Consejo de Estado de Queensland fueron devueltos como portadores de la oficina del Ejecutivo Central. 
El Consejo de Estado victoriano se formó el 17 de julio de 2013. El Consejo de Estado de Australia Occidental se formó el 23 de julio de 2013. El Consejo de Estado de Nueva Gales del Sur se formó el 7 de agosto de 2013.
El Consejo de Estado de Victoria fue suspendido por el ejecutivo del partido en octubre de 2013 por las afirmaciones de que había creado una página de Facebook sin permiso y se había involucrado en lo que ABC News informó como etiquetado como "uso ilegal y no autorizado de identificación AMEP, información confidencial, política incorrecta anuncios, y el mal uso de la marca del partido". El expresidente del Consejo de Estado de Victoria, Scott McDonald, le dijo al ABC que no estaba claro por qué se habían tomado las medidas.

## Elección federal de 2013
El partido respaldó a los candidatos al Senado en las elecciones federales de 2013 en Nueva Gales del Sur, Australia del Sur, Queensland, Victoria y Australia Occidental. La fiesta ha estado involucrada en la Minor Party Alliance (MPA) de Glenn Druery.
Ricky Muir representó a AMEP en Victoria y ganó un escaño en el Senado después de la distribución de preferencias de un voto primario bajo récord de 0.51 por ciento o 17,122 primeras preferencias asumió su escaño el 1 de julio de 2014. Los partidos más grandes, incluido el gobierno entrante, están buscando cambios en el sistema de boletas de votación grupal.
El 10 de octubre de 2013, Muir anunció que establecería una alianza con el Partido Unido Palmer.
El asesor principal de Muir fue el consultor electoral Glenn Druery, pero fue despedido por Muir menos de un mes después y fue escoltado fuera del Parlamento. Muir declaró que Druery no "se llevaba bien con el personal". Muir también contrató al expolítico estatal de Nueva Gales del Sur Peter Breen para asesorarlo sobre la legislación.
Muir perdió su escaño en las elecciones federales celebradas el 2 de julio de 2016, dejando a la AMEP sin ninguna representación en el parlamento federal.